# Manhunt International 2011
Manhunt International 2011 là cuộc thi Manhunt International lần thứ mười lăm được tổ chức tại Seoul, Hàn Quốc vào ngày 10 tháng 10 năm 2011. Chen Jian Feng đến từ Trung Quốc đăng quang ngôi vị Manhunt International.

## Kết quả
| Kết quả                    | Thí sinh |
| -------------------------- | --- |
| Manhunt International 2011 | - Trung Quốc – John Chen Jiang Feng |
| Á vương 1                  | - Cộng hòa Dominica – Nelson Omar Sterling |
| Á vương 2                  | - Bỉ – Gianni Sinnesael |
| Á vương 3                  | - Việt Nam – Trương Nam Thành |
| Á vương 4                  | - Slovakia – Martin Smahel |
| Top 16                     | - Anh – Roland Johnson - Hawaii - Rhonee Rojas - Hàn Quốc – Lee Yong Bum - Ireland – Barry Holmes - Indonesia – Yohan Januar - Malaysia – Hazwan Hilmi - Mông Cổ – Amgalanbaatar Odongavaa - Nam Phi – Ryno Swanepoel - Philippines – Ron Marvin Miranda - Thụy Sĩ – Lavdrim Sylejmani - Úc – Joe Davidson |

### Giải thưởng đặc biệt
| Giải thưởng             | Thí sinh |
| ----------------------- | --- |
| Mr. Friendship          | - Úc – Joe Davidson                                                                                                 |
| Mr. Photogenic          | - Costa Rica – Alvaro Peraza Artavia                                                                                |
| Mr. Physique            | - Bulgaria – Bogomil Brezin                                                                                         |
| Mr. Internet Popularity | - Việt Nam – Trương Nam Thành                                                                                       |
| Mr. Talent              | - Hàn Quốc – Lee Yong Bum                                                                                           |
| Mr. Personality         | - Hawaii - Rhonee Rojas                                                                                             |
| Best Runway Model       | - Hồng Kông – Wu TianChao                                                                                           |
| Best National Costume   | Winner - Indonesia – Yohan Januar 1st runner-up - Mexico – Miguel Valencia 2nd runner-up - Venezuela – Jose Ampueda |

## Các thí sinh
48 thí sinh dự thi.
| Quốc gia/vùng lãnh thổ | Thí sinh                    | Tuổi | Chiều cao               | Quê quán              |
| ---------------------- | --------------------------- | ---- | ----------------------- | --------------------- |
| Algérie                | Bilal Noureddine Boudjerida | 23   | 1,88 m (6 ft 2 in)      | Algiers               |
| Angola                 | Silverio Martins Champanhe  | 21   | 1,90 m (6 ft 3 in)      | Luanda                |
| Anh                    | Roland Johnson              | 19   | 1,90 m (6 ft 3 in)      | London                |
| Ấn Độ                  | Shashvat Seth               | 23   | 1,91 m (6 ft 3 in)      | Mumbai                |
| Ba Lan                 | Blazej Stankiewicz          | 22   | 1,90 m (6 ft 3 in)      | Warsaw                |
| Bỉ                     | Gianni Sennesael            | 21   | 1,91 m (6 ft 3 in)      | Brussels              |
| Bolivia                | Diego Saucedo Rojas         | 21   | 1,87 m (6 ft 1+1⁄2 in)  | Santa Cruz            |
| Bồ Đào Nha             | Carlos Carvalho             | 23   | 1,88 m (6 ft 2 in)      | Lisbon                |
| Brasil                 | Lucas Malvacini             | 21   | 1,83 m (6 ft 0 in)      | São Paulo             |
| Bulgaria               | Bogomil Brezin              | 19   | 1,96 m (6 ft 5 in)      | Sofia                 |
| Cameroon               | Mba Fabrice Bienvenu        | 23   | 1,80 m (5 ft 11 in)     | Yaoundé               |
| Costa Rica             | Alvaro Peraza Artavia       | 24   | 1,88 m (6 ft 2 in)      | San José              |
| Cộng hòa Dominica      | Nelson Omar Sterling        | 25   | 1,90 m (6 ft 3 in)      | Santo Domingo         |
| Đài Loan               | Chao Chen Hsiang            | 22   | 1,87 m (6 ft 1+1⁄2 in)  | Tân Bắc               |
| Đức                    | David Reichstein            | 22   | 1,89 m (6 ft 2+1⁄2 in)  | Berlin                |
| Hawaii                 | Rhonee Rojas                | 29   | 1,81 m (5 ft 11+1⁄2 in) | Honolulu              |
| Hàn Quốc               | Yongbum Lee                 | 23   | 1,85 m (6 ft 1 in)      | Seoul                 |
| Hồng Kông              | Wu TianChao                 | 29   | 1,87 m (6 ft 1+1⁄2 in)  | Hong Kong             |
| Hy Lạp                 | Ioannis Pantelakakis        | 30   | 1,90 m (6 ft 3 in)      | Athens                |
| Indonesia              | Yohan Januar                | 26   | 1,82 m (5 ft 11+1⁄2 in) | Jakarta               |
| Iran                   | Soroush Aliasghari Namin    | 26   | 1,88 m (6 ft 2 in)      | Tehran                |
| Ireland                | Barry Holmes                | 31   | 1,91 m (6 ft 3 in)      | Dublin                |
| Kazakhstan             | Andrey Gurin                | 24   | 1,85 m (6 ft 1 in)      | Almaty                |
| Latvia                 | Oskars Lauva                | 25   | 1,92 m (6 ft 3+1⁄2 in)  | Riga                  |
| Liban                  | Marcelino Gebrayel          | 25   | 1,85 m (6 ft 1 in)      | Beirut                |
| Ma Cao                 | Chen YiPeng                 | 25   | 1,89 m (6 ft 2+1⁄2 in)  | Macau                 |
| Macedonia              | Goce Mojsoski               | 28   | 1,80 m (5 ft 11 in)     | Skopje                |
| Malaysia               | Hazwan Hilmi                | 24   | 1,88 m (6 ft 2 in)      | Kuala Lumpur          |
| Malta                  | Clive Tanti                 | 23   | 1,82 m (5 ft 11+1⁄2 in) | Valletta              |
| México                 | Miguel Valencia             | 25   | 1,87 m (6 ft 1+1⁄2 in)  | Mexico City           |
| Mông Cổ                | Amga Odongavaa              | 23   | 1,85 m (6 ft 1 in)      | Ulaanbaatar           |
| Nam Phi                | Ryno Swanepoel              | 22   | 1,92 m (6 ft 3+1⁄2 in)  | Johannesburg          |
| Nepal                  | Nirjan Thapa                | 26   | 1,86 m (6 ft 1 in)      | Kathmandu             |
| Nhật Bản               | Kenji Ogawa                 | 26   | 1,87 m (6 ft 1+1⁄2 in)  | Tokyo                 |
| Pakistan               | Amir Ali Shah               | 28   | 1,85 m (6 ft 1 in)      | Islamabad             |
| Pháp                   | Maxime Thomasset            | 21   | 1,92 m (6 ft 3+1⁄2 in)  | Paris                 |
| Philippines            | Ron Marvin                  | 27   | 1,88 m (6 ft 2 in)      | Manila                |
| Séc                    | Theodor Jareš               | 24   | 1,80 m (5 ft 11 in)     | Prague                |
| Singapore              | Juan Wen Jie                | 28   | 1,86 m (6 ft 1 in)      | Singapore             |
| Slovakia               | Martin Šmahel               | 29   | 1,90 m (6 ft 3 in)      | Bratislava            |
| Slovenia               | Vedran Stepancic            | 23   |                         | Ljubljana             |
| Sri Lanka              | Amila Karunanayake          |      | 1,88 m (6 ft 2 in)      | Colombo               |
| Thái Lan               | Kitsakorn Locharoenrat      | 30   | 1,85 m (6 ft 1 in)      | Bangkok               |
| Thổ Nhĩ Kỳ             | Abdullah Ibrahim Gayberi    | 26   | 1,89 m (6 ft 2+1⁄2 in)  | Istanbul              |
| Trung Quốc             | Chen Jian Feng              | 26   | 1,88 m (6 ft 2 in)      | Beijing               |
| Úc                     | Joe Davidson                | 19   | 1,92 m (6 ft 3+1⁄2 in)  | Gold Coast            |
| Venezuela              | Jose Ampueda                | 23   | 1,83 m (6 ft 0 in)      | Caracas               |
| Việt Nam               | Trương Nam Thành            | 20   | 1,82 m (5 ft 11+1⁄2 in) | Thành phố Hồ Chí Minh |